# Didemnum risirense
Didemnum risirense is een zakpijpensoort uit de familie van de Didemnidae. De wetenschappelijke naam van de soort is voor het eerst geldig gepubliceerd in 1990 door Nishikawa.